# اگوستین کودازی (سزار)
اگوستین کودازی (سزار) (به اسپانیایی: Agustin Codazzi (Cesar)) یک سکونتگاه مسکونی در کلمبیا است که در Caribbean Region of Colombia واقع شده‌است.

## خصوصیات
اگوستین کودازی ۱٬۷۳۹ کیلومترمربع مساحت و ۶۵٬۸۴۴ نفر جمعیت دارد و ۱۳۱ متر بالاتر از سطح دریا واقع شده‌است.